# 卢鲁埃圣洛朗
卢鲁埃圣洛朗（法語：Lourouer-Saint-Laurent）是法国安德尔省的一个市镇，位于该省东南部，属于拉沙特尔区。该市镇总面积11.21平方公里，2009年时的人口为240人。

## 人口
卢鲁埃圣洛朗人口变化图示